# New Castle, Pennsylvania
New Castle, Pennsylvania là một thành phố thuộc quận Lawrence trong tiểu bang Pennsylvania, Hoa Kỳ. Thành phố có diện tích 22 km², dân số theo điều tra năm 2000 của Cục điều tra dân số Hoa Kỳ là 26.309 người. Thành phố có cự ly 50 dặm (80 km) về phía tây bắc của Pittsburgh và gần biên giới Pennsylvania, Ohio 18 dặm (30 km) về phía đông của Youngstown, Ohio, vào năm 1910, tổng dân số là 36.280 người, năm 1920 là 44.938 người, và vào năm 1940 là 47.638 người. Dân số đã giảm đến 26.309 theo cuộc điều tra dân số 2000, và tiếp tục giảm với một ước tính của Cục Điều tra Dân số của 24.060 người vào năm 2009. Năm 2010, dân số của xã này là 23273 người. Thành phố là quận lỵ quận Lawrence. New Castle là thành phố chính của khu vực Tân tiểu đô thị và một phần của khu vực thống kê kết hợp Pittsburgh-New Castle, lớn thứ 18 tại Hoa Kỳ. Đây là trung tâm thương mại của một vùng nông nghiệp màu mỡ.